# Calipso (astronomia)
Calipso (dal greco Καλυψώ) è un satellite naturale di Saturno. 
è stato scoperto da Pascu, Seidelmann, Baum e Currie nel 1980 attraverso osservazioni effettuate da terra e venne chiamato Calipso, dalla mitologia greca. È noto anche come Saturno XIV.
Telesto è un satellite troiano, co-orbitale con Teti ed è situato nel punto di Lagrange L5, mentre il satellite Telesto si trova nel punto di Lagrange L4.
Come molti altri satelliti e piccoli asteroidi di Saturno, la forma è irregolare e cosparsa di grandi crateri. 
Con lo stesso nome esiste anche l'asteroide 53 Kalypso